# Treuil Ford
Le treuil Ford est un treuil destiné à la mise en altitude des planeurs fabriqué en France juste après la seconde guerre mondiale.

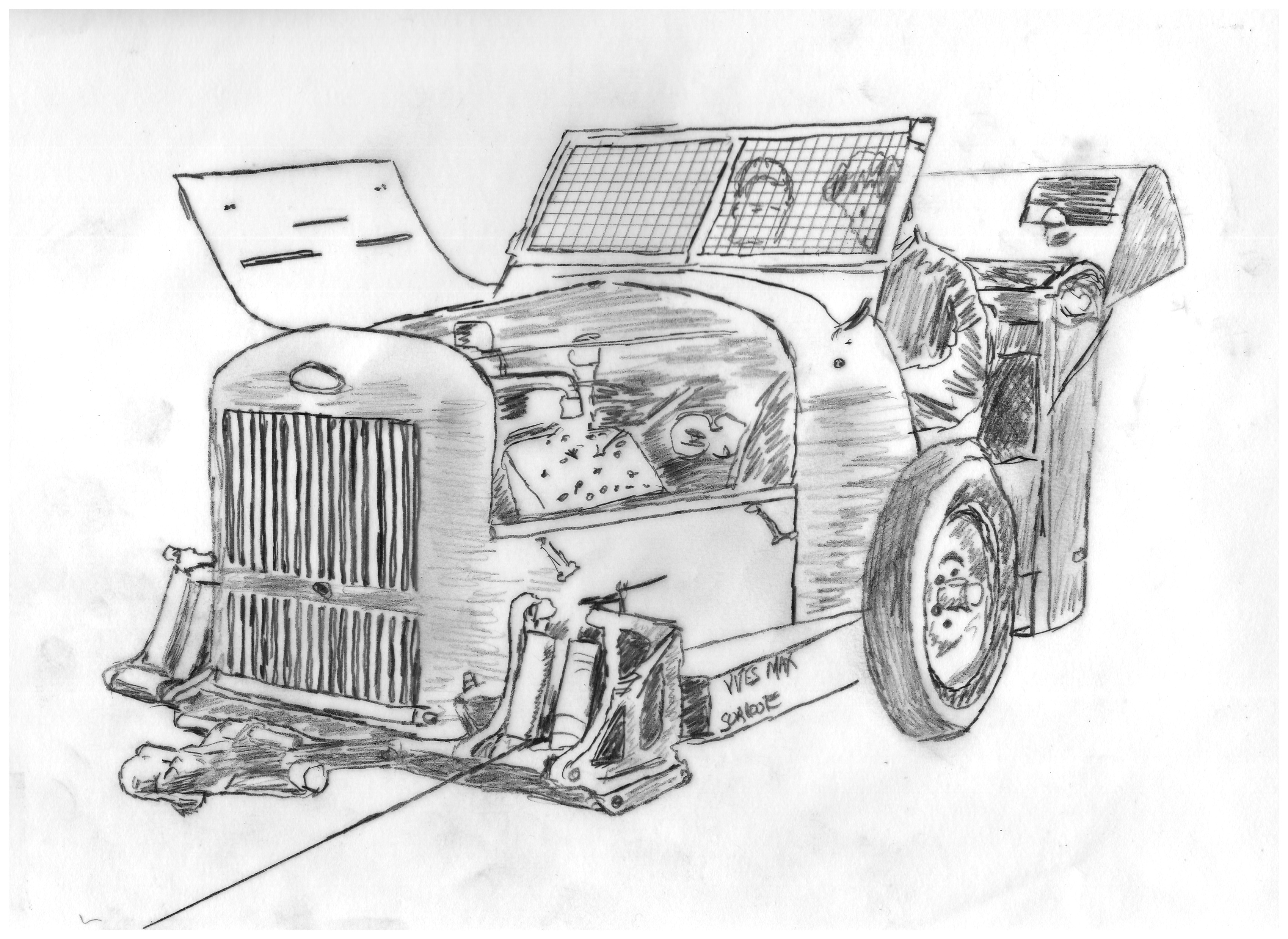
Croquis d'un treuil Ford d'après une photo d'époque

## Historique
L'utilisation d'un treuil pour faire décoller les planeurs a été une des premières méthodes utilisées après le sandow des débuts du vol à voile. Le système couramment employé consistait à soulever une des roues motrices d'une voiture et à fixer une bobine de câble sur la roue. 

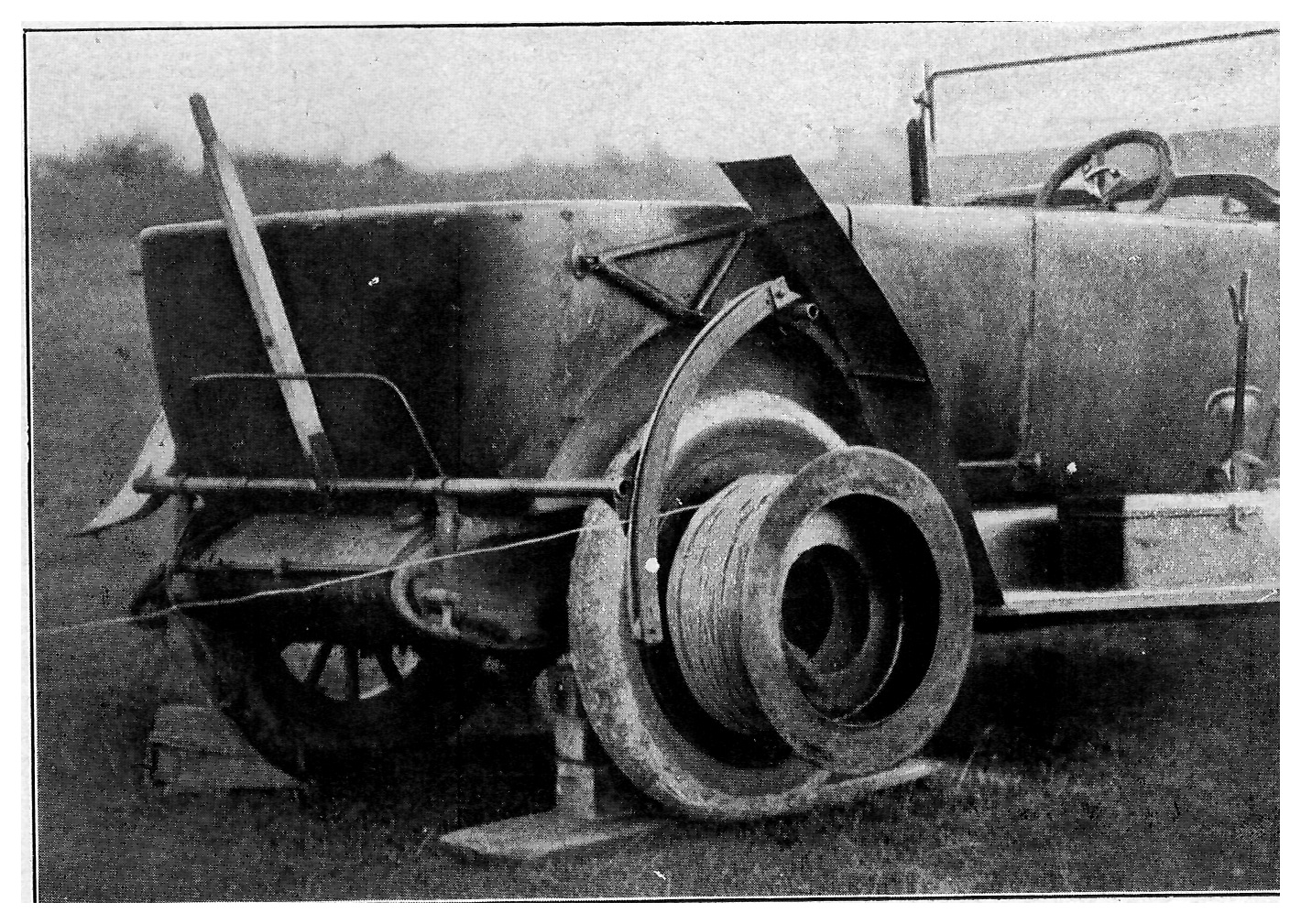
Utilisation d'une voiture comme treuil pour lancer les planeurs vers 1930

Cette façon de procéder avait les défauts de sa simplicité. Le câble partant vers l’arrière, le conducteur du treuil tournait donc le dos au planeur et la roue levée tournait deux fois plus vite que prévu à cause du différentiel ce qui pouvait poser problème.
Conscients de ces problèmes, les deux frères Simille, ingénieurs chez Ford SAF et vélivoles au Club olympique de Billancourt ont développé un treuil spécialement destiné à cet usage.

## Construction
Le treuil est construit autour d'un moteur Ford SAF 8 cylindres en V de 96 cv qui donnera son nom au treuil alors que la maison Ford n'est pour rien dans le développement. Il se présente sous la forme d'une remorque à deux roues dont les roues peuvent être escamotées grâce à deux bras actionnés hydrauliquement pour laisser le treuil reposer au sol quand il est en place.
On trouve dans l'ordre : Le capot moteur, un habitacle pour deux personnes avec un pare-brise et une capote rabattable puis un capot recouvrant les deux tambours de câbles.
Les deux câbles passent dans des cisailles de sécurité commandables depuis le poste du treuillard puis dans un guide à quatre rouleaux.

## Carrière
Lors du redémarrage de l'aviation légère en 1945 l'état commande 150 treuils Ford pour l'équipement des clubs français.
Plus tard le SFA fournira des avions remorqueurs (Stampe, Morane 500 et plus tard Morane Rallye). Cette fourniture a fait que le vol à voile français s'est tourné quasi exclusivement vers le remorquage par avion pendant quelques décennies. Il a fallu le premier choc pétrolier en 1973 pour que certains clubs relancent l'activité treuil mais avec des treuils plus puissants adaptés au poids et à la vitesse des planeurs modernes. Inspiré par les performances des treuils Tost utilisés en Allemagne (capables de treuiller un biplace plastique à 500 m d'altitude grâce à un moteur de 250 cv) le club savoyard de vol à voile alpin de Challes-les-Eaux réutilise des éléments d'un treuil Ford muni d'un moteur Volvo de 170 cv.